# Championnat d'Océanie masculin de basket-ball 2011
Navigation
Édition précédente Édition suivante
Le championnat d'Océanie de basket-ball 2011 est le 20e championnat d'Océanie  de basket-ball masculin organisé par la FIBA Océanie. La compétition a lieu en Australie du 7 septembre au 11 septembre 2011. 
Seules deux équipes disputent le tournoi qualificatif pour les Jeux olympiques de 2012 : l'Australie et la Nouvelle-Zélande. Le tournoi se joue sur une série au meilleur des trois matchs. L'Australie est ainsi sacrée pour la 17e fois championne d'Océanie.

## Résultats
| Date              | Équipe 1         | Score   | Équipe 2         | Lieu      |
| ----------------- | ---------------- | ------- | ---------------- | --------- |
| 7 septembre 2011  | Australie        | 91 - 78 | Nouvelle-Zélande | Melbourne |
| 9 septembre 2011  | Nouvelle-Zélande | 64 - 81 | Australie        | Brisbane  |
| 11 septembre 2011 | Australie        | 92 - 68 | Nouvelle-Zélande | Sydney    |